# Notocetichthys
Notocetichthys is een monotypisch geslacht van straalvinnige vissen uit de familie van walviskopvissen (Cetomimidae).

## Soort
- Notocetichthys trunovi Balushkin, Fedorov & Paxton, 1989